# Мірзахалілов Міразізбек Мірзакаримович
Міразізбек Мірзакаримович Мірзахалілов (узб. Mirazizbek Mirzakarimovich Mirzaxalilov нар. 27 лютого 1995) — узбецький професійний боксер, що виступає у напівлегкій ваговій категорії, чемпіон світу серед аматорів, чемпіон Азії та Азійських ігор.

## Любительська кар'єра
Азійські ігри 2018
- 1/8 фіналу: Переміг Мухаммеда Аль-Ваді (Йорданія) — 5-0
- 1/4 фіналу: Переміг Харгуугийн Енх-Амар (Монголія) — 3-2
- 1/2 фіналу: Переміг Сунан Агунг Аморагам (Індонезія) — 5-0
- Фінал: Переміг Йо Хьо Нам (Північна Корея) — RSCI

Чемпіонат Азії 2019
- 1/8 фіналу: Переміг Алмамбета Алібекова (Киргизстан)
- 1/4 фіналу: Переміг Чатчай Бутді (Таїланд)
- 1/2 фіналу: Переміг Яна Кларка Баутіста (Філіппіни)
- Фінал: Переміг Кавіндера Бішта (Індія)

Чемпіонат світу 2019
- 1/16 фіналу: Переміг Дугласа де Андраде (Бразилія) — 5-0
- 1/8 фіналу: Переміг Мохамеда Хамуда (Марокко) — 4-1
- 1/4 фіналу: Переміг Кайрата Єралієва (Казахстан) — 4-1
- 1/2 фіналу: Переміг Ерденебатина Цендбаатара (Монголія) — 5-0
- Фінал: Переміг Лазаро Альвареса (Куба) — 3-2

Чемпіонат Азії 2021
- 1/4 фіналу: Переміг Мохамеда Хассамуддіна (Індія)
- 1/2 фіналу: Переміг Джунмілардо Огаере (Філіппіни)
- Фінал: Програв Харкнуу Ерхамару (Монголія)

Олімпійські ігри 2020
- 1/8 фіналу: Програв Курту Волкеру (Ірландія) — 1-4

Чемпіонат світу 2021
- 1/16 фіналу: Програв Джамалу Гарві (США) — 2-3

## Таблиця боїв
| 1 Перемога (1 нокаутом, 0 за рішенням суддів), 0 Поразок (0 нокаутом, 0 за рішенням суддів) |        |                |        |             |               |                        |          |
| Результат                                                                                   | Рекорд | Суперник       | Спосіб | Раунд, час  | Дата          | Місце проведення       | Примітки |
| Перемога                                                                                    | 1-0    | Таша Міджуаджі | KO     | 1 (6), 2:24 | 3 квітня 2021 | Humo Ice Dome, Ташкент |          |